# ナパニー (コルベット)
ナパニー (HMCS Napanee) はカナダ海軍のコルベット。フラワー級。
オンタリオ州キングストンのキングストン造船で建造。1940年3月20日起工。同年8月31日進水。「ナパニー」は冬になる前にモントリオールへ向かい、そこで兵装を搭載して完成することになっていた。しかし、11月30日にキングストンを離れた「ナパニー」はMorrisburg運河に入ったところで座礁して損傷し、キングストン造船に戻されて修理を受けることとなった。1941年5月12日、「ナパニー」はキングストンに於いてA・H・Dobson少佐の指揮下で就役した。
6月18日から最初の護衛任務に就き、HX134船団をアイスランドまで護衛した。
9月下旬、シドニーから出発したSC46船団を護衛。船団はベルアイル海峡を通るルートをとったが、霧で視界不良の中、複数の船が座礁した。「ナパニー」は岸の方へ向かう船を発見して針路を修正させた。それから、座礁した船があるという方へ向かい、座礁した貨物船「Culebra」へ曳索を渡そうとしたが成功しなかった。翌日、再度試みようとしたが、同船船長は沈没することを心配してそれを拒否した。その後は他の生存者の救助の向かうも時化のため救助活動は出来ず、シドニーへの帰投を命じられた。
9月29日から、SC47船団をシドニーからアイスランドまで護衛した。12月9日、艦長がS・Henderson大尉に代わった。1942年1月17日にハリファックスを出発してリヴァプールへ向かったSC65船団を護衛。5月20日から7月20日までノバスコシア州リヴァプールで改修を受け、後部マストの撤去と無線方向探知機の搭載が行われた。
8月、「ナパニー」はドイツ潜水艦との戦闘で損傷した駆逐艦「アシニボイン」をハリファックスまで護衛した。9月5日、SC99船団を護衛してハリファックスより出航。
12月19日、リヴァプールよりONS154船団を護衛してニューヨークへ向けて出航。12月27日、ドイツ潜水艦の攻撃で被害が発生。「ナパニー」は生存者の救助を行う救難船「Toward」を守り、また「ナパニー」自身も43名を救助した。また、この日のドイツ潜水艦「U356」撃沈は「ナパニー」と駆逐艦「サン・ローラン」、コルベット「Chilliwack」、「Battleford」の戦果となっている。その後も攻撃は続き、「ナパニー」も数度潜水艦を発見して爆雷攻撃も行っている。船団は1943年1月1日にニューヨークに着き、護衛は1月4日にセントジョンズに着いた。同地で「ナパニー」は救助していた生存者を降ろした後タンカー「Teakwood」からの給油に向かったが、その際「ナパニー」の錨が「Teakwood」にあたり、「Teakwood」に損傷が生じた。
「ナパニー」は1943年2月27日にロンドンデリーより出航し、KMS10船団をジブラルタルまで護衛。続いてMKS9船団と共にイギリスへ向かった。3月13日、コルベット「Prescott」がドイツ潜水艦「U163」を探知して攻撃。「ナパニー」とコルベット「Baddeck」も捜索に加わった。「U163」撃沈は「Prescott」と「ナパニー」の戦果となっている。3月29日からはロンドンデリーからハリファックスへ向かうONS2船団を護衛した。
その後、10月21日までモントリオールで5か月にわたる改修が行われ、艦橋の作り替え、爆雷投射機2基や20㎜機銃の追加などがなされた。また、その間に艦長がG・A・Powellに代わった。
12月6日、掃海艇「Milltown」が「ナパニー」に衝突した。
その後も船団護衛に従事し、その間ピクトンで改修が行われている。
1945年1月15日、ハリファックス沖で商船が雷撃されたことを受けた潜水艦捜索に従事中、「ナパニー」は「Goderich」と接触した。この件では、当時両艦長が就寝中であったことが問題視された。
1945年7月12日退役。1946年6月に解体された。